# لیک آو د پاینز (کالیفرنیا)
لیک آو د پاینز (به انگلیسی: Lake of the Pines) یک منطقهٔ مسکونی در ایالات متحده آمریکا است که در شهرستان نوادا، کالیفرنیا واقع شده‌است. لیک آو د پاینز ۴٫۷۸۱ کیلومتر مربع مساحت و ۳٬۹۱۷ نفر جمعیت دارد و ۴۶۲ متر بالاتر از سطح دریا واقع شده‌است.